# Charles Gilbert Heathcote
Charles Gilbert Heathcote (2. marts 1841 på Conington Castle i Conington, Huntingdonshire, England - 15. november 1913 på Kilmeston Manor i Kilmeston, Hampshire, England) var en engelsk barrister og tennisspiller. Han var en af stifterne af All England Croquet Club og delog bl.a. i det første Wimbledon-mesterskab i 1877.

## Biografi
Heathcote blev født på Conington Castle i Conington, Huntingdonshire som den tredje søn af John Heathcote of Conington Castle Huntingdon og hans tredje kone, Emily Colbourne. Han blev uddannet på Eton College og blev optaget på Trinity College den 6. april 1859. Han skiftede til Emmanuel College, Cambridge den 20. juni 1863 og blev Master of Arts i 1866. Han blev optaget i Inner Temple den 26. januar 1865 og fik møderet den 18. november 1867.
Heathcote var en af stifterne af All England Croquet Club. Han er blevet omtalt som et af medlemmerne af det udvalg, der formulerede tennisreglerne i 1877, inden det første Wimbledon-mesterskab, mens andre kilder mener, at det var hans bror, John Moyer Heathcote, der var repræsentant for Marylebone Cricket Club, der deltog i arbejdet.  I Wimbledon-mesterskabet 1877 nåede han semifinalen i herresingle, hvor han tabte til Spencer Gore. Han deltog igen i 1878, hvor han tabte i anden runde, i 1879, hvor han nåede kvartfinalen, og i 1880, hvor han blev slået ud i tredje runde. Heathcote var også medlem af Alpine Club (UK) og var amatørkunstner.
Fra 1884 til 1902 var Heathcote lægdommer i Brighton. Han erhvervede Kilmeston Manor i Hampshire i 1902 og blev fredsdommer for Hampshire i 1906.
Heathcote giftede sig med Lucy Edith Wrottesley, datter af Hon. Walter Wrottesley, den 9. september 1869. Hans søn, Walter, var konsul i Tyrkiet.